# 坂牛卓
坂牛 卓（さかうし たく、1959年 - ）は、日本の大学教員、建築家。東京理科大学工学部建築学科教授。元信州大学工学部教授。

## 略歴
- 1959年 - 東京都に出生
- 1978年 - 東京教育大学附属中学校・高等学校（現・筑波大学附属中学校・高等学校）卒業
- 1983年 - 東京工業大学卒業
- 1985年 - UCLA（University of California, Los Angeles）修了
- 1986年 - 東京工業大学大学院修了
- 1986年 - 日建設計入社
- 1998年 - 坂牛卓一級建築士事務所設立、同時に伊藤博之と建築家ユニットO.F.D.A.開設

## 主な作品
- 1999年 - 長野県信用組合本社ビル（長野県）
- 2005年 - するが幼稚園（静岡県）
- 2005年 - リーテム東京工場（東京都）
- 2009年 - リーテム太倉工場（江蘇省／中国）
- 2011年 - クローバー学園（長野県）

## 受賞歴
- 2006年 - 日本建築美術工芸協会第4回芦原義信賞（リーテム東京工場）
- 2007年 - 日本建築学会作品選奨2007（リーテム東京工場）｛同時授賞中島壮（意匠設計）、金箱温春（構造設計）｝
- 2007年 - the Chicago AthenaeumInternational Architecture Awards 2007 （リーテム東京工場）
- 2010年 - the Chicago AthenaeumInternational Architecture Awards 2010（リーテム太倉工場）
- 2010年 - 日本建築家協会優秀建築選2010（リーテム太倉工場）

## 著作・翻訳
- 言葉と建築　著: エイドリアン・フォーティー、訳:坂牛 卓、 辺見 浩久 (単行本 - 2005/12/23) ISBN 4306044629
- 建築の規則―現代建築を創り・読み解く可能性 　著:坂牛 卓 (単行本 - 2008/6) ISBN 4779502349
- Architecture as Frame フレームとしての建築 　著:坂牛 卓、ディヴィッド B. スチュワート、坂本 一成、 中島 壮 (単行本 - 2010/4/16) ISBN 4883617289